# Anã Y
As anãs Y são os elementos mais frios da família das estrelas anãs castanhas, e que por não emitirem luz não são detectadas por telescópios comuns, mas ainda emitem calor, oque torna possivel a sua detecção por telescópios como o WISE.
São os corpos celestes mais frios que se conhece, muitas vezes mais frios que o corpo humano.